# Palavra denotativa
Palavras ou expressões / locuções denotativas são as que, em relação às dez classes gramaticais da língua portuguesa, têm classificação à parte, não possuem uma classe gramatical específica segundo a Nomenclatura Gramatical Brasileira (NGB). Às vezes enquadradas entre os advérbios, são designadas como palavras denotativas de:
- adição: ainda, além disso, ademais, ainda por cima, além de tudo, quando acaba
- afastamento: embora
- afetividade: ainda bem, felizmente, infelizmente
- adversidade: mesmo, ainda, mesmo assim
- aproximação: quase, lá por, uns, bem, cerca de, por volta de, aproximadamente, mais ou menos, praticamente
- afirmação: é fato, sim, com certeza, evidentemente, de fato, é certo, é verdade, mesmo, positivamente, sem dúvida, indubitavelmente, pois não, perfeitamente
- coincidência: logo, bem, justamente, por cúmulo
- conclusão: em fim, em suma, em síntese, em resumo
- continuação: bem, ora, ademais
- distribuição: a princípio, em seguida, finalmente, depois, primeiro, segundo
- designação: eis, vede, aqui está
- inclusão: até, inclusive, mesmo, também, ainda, ademais, além disso, de mais a mais, etc.
- exclusão: apenas, salvo, senão, só, somente, exclusive, menos, exceto, fora, tirante, sequer, etc.
- frequência: sempre, toda a hora
- negação: qual nada, nada, que esperança, qual o quê, em hipótese alguma, não, absolutamente, tampouco, pois sim, de modo algum, de jeito nenhum
- precisão: justamente, precisamente, em ponto, exatamente
- realce (expletiva): cá, lá, que, é que, só, se, mesmo, embora, sobretudo, etc.
- retificação: aliás, ou melhor, ou antes, isto é, ou seja, digo, etc.
- restrição: em parte, relativamente, em termos
- situação: mas, afinal, agora, então, etc.
- seleção: principalmente, sobretudo, especialmente, mormente, máxime
- explicação: isto é, a saber, por exemplo, com efeito, ou seja, digo, na verdade, ou melhor, de fato, por assim dizer, etc.
- limitação: apenas, unicamente, somente, só